# 天主教聖瑪爾塔教區
天主教聖瑪爾塔教區（拉丁語：Dioecesis Sanctae Marthae）是哥倫比亞一個羅馬天主教教區，屬巴蘭基亞總教區。
教區成立於1529年7月25日，位於馬格達萊納省北部，教座位於該省首府聖瑪爾塔。2010年有教友680,000人（佔轄區總人口87.2%）、五十個堂區、八十二名司鐸。現任教區主教為烏戈·猶金·普契尼·班菲。